# ام تریکیه القبلیه
ام تریکیه القبلیه (به عربی: أم تریکیة القبلیة) یک روستا در سوریه است که در ناحیه حمرا واقع شده‌است. ام تریکیه القبلیه ۸۳۲ نفر جمعیت دارد.